# 吳瑞卿
吳瑞卿，（1952年—），廣東順德人，在香港出生，香港中文大學哲學博士，主修中國語言文學，1988年移居美國。曾任翻譯、廣告創作、音樂填詞、專欄寫作等工作。她曾為香港電台及商業電台的文化、教育、音樂節目撰稿，並曾主持香港電台電視部節目《城市論壇》，現居美國，從事翻譯及廣告工作。著有散文集《長城短語》、《但願人長久》、《沒有天使的天使島》、《此心安處是吾家》、《食樂有文化》等。